# Warszawski Klub Narciarski

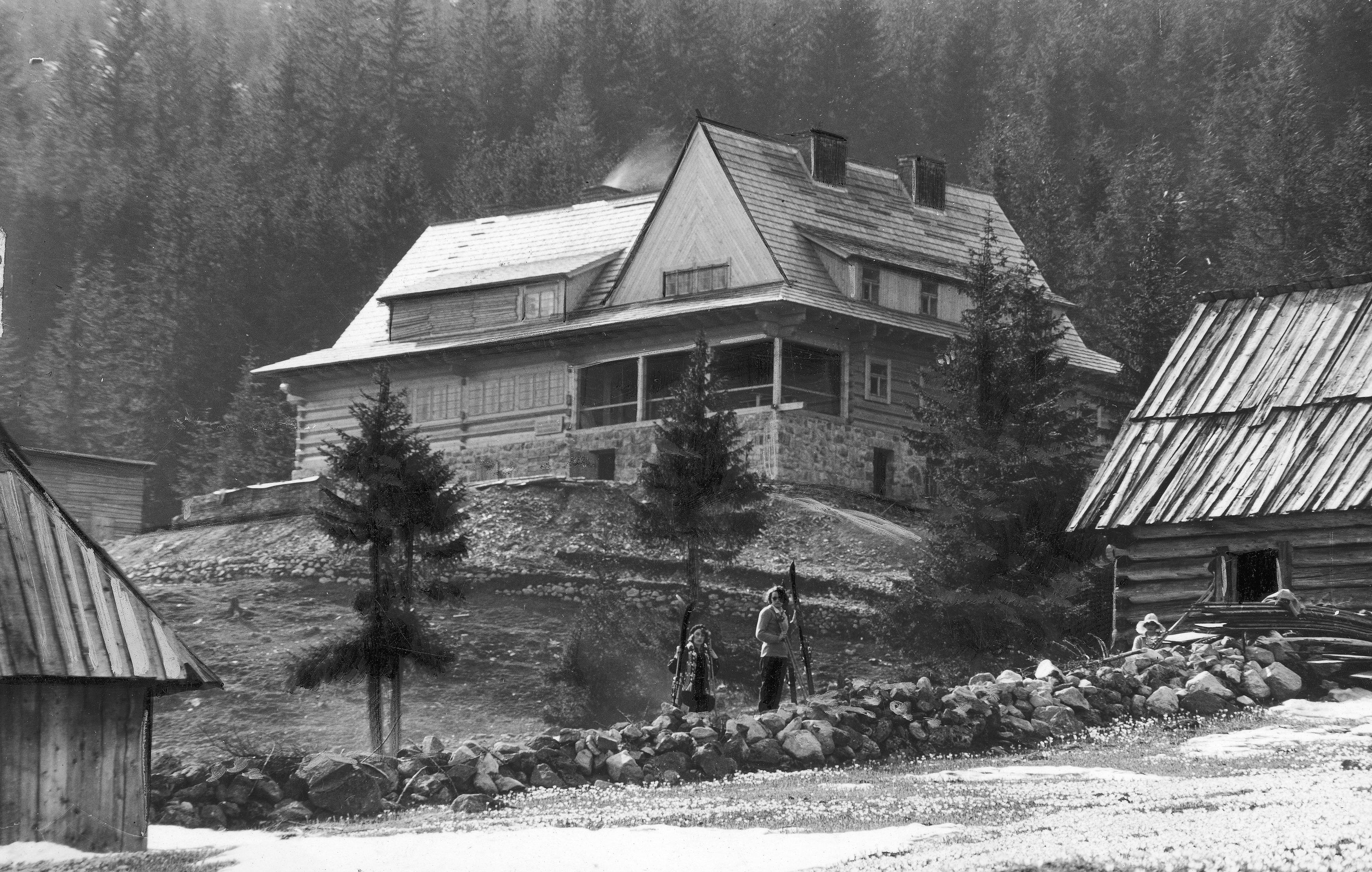
Schronisko na Polanie Chochołowskiej

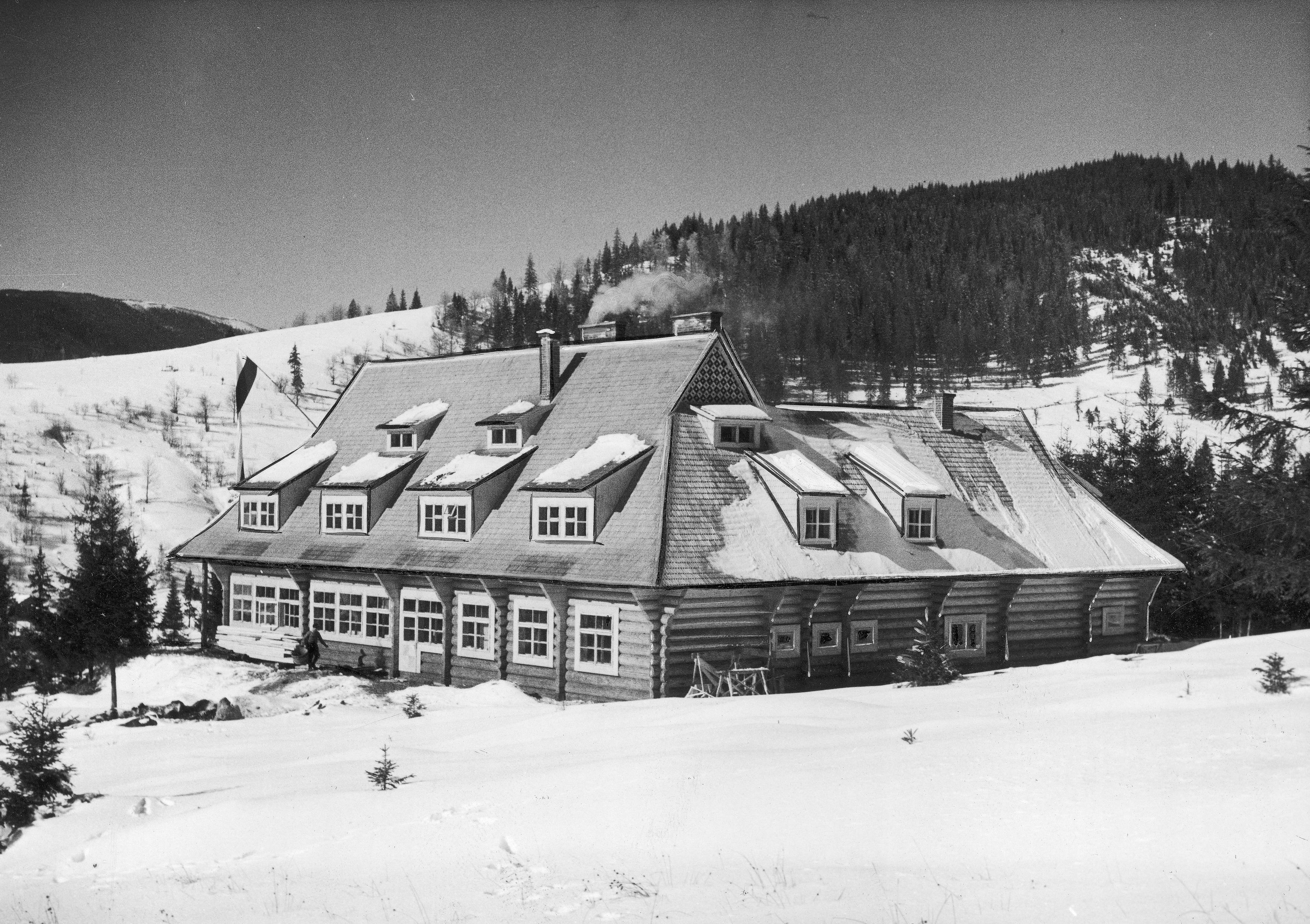
Schronisko w Rafajłowej

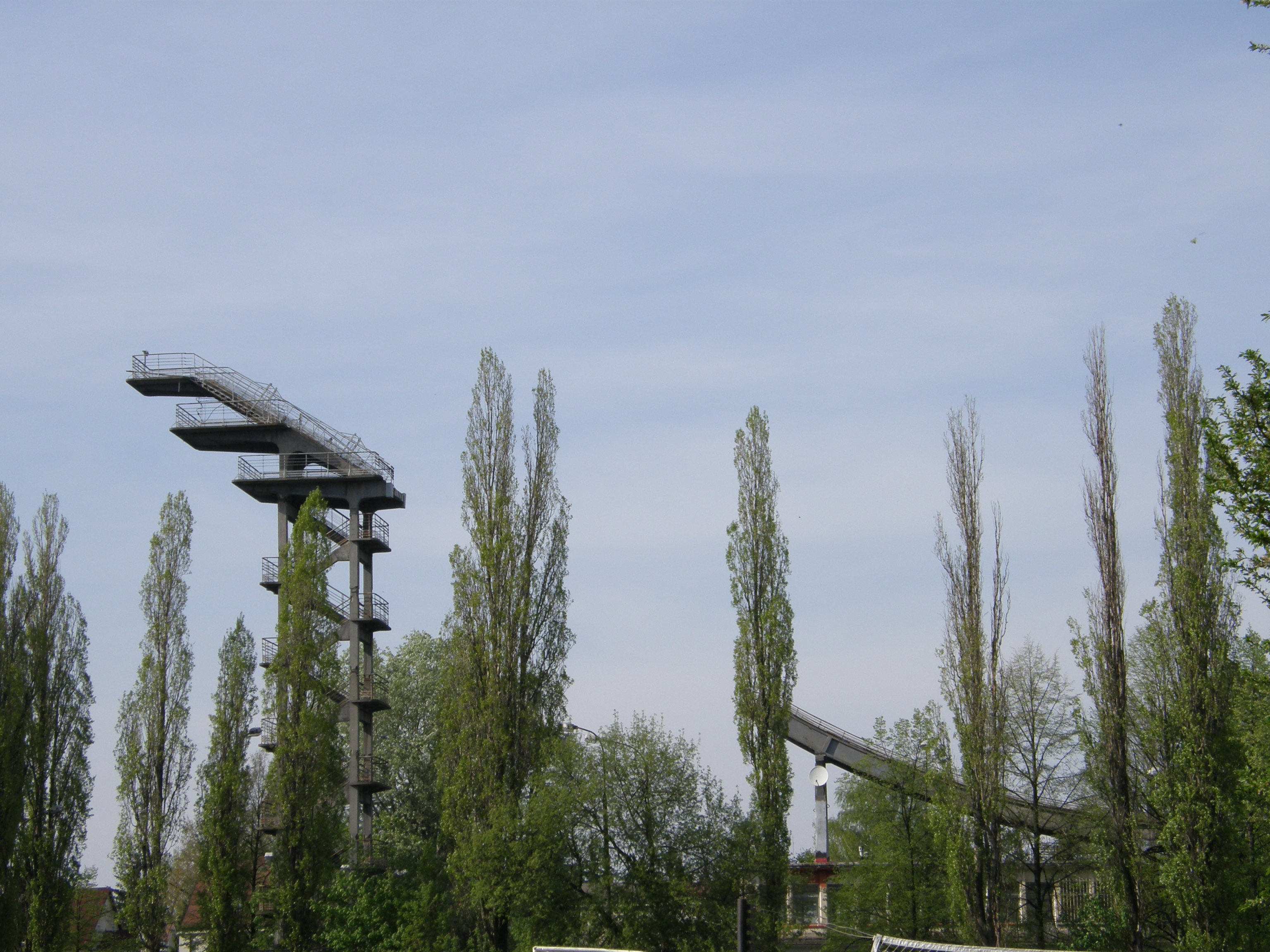
Skocznia narciarska w Warszawie – stan w 2009 r., przed rozbiórką

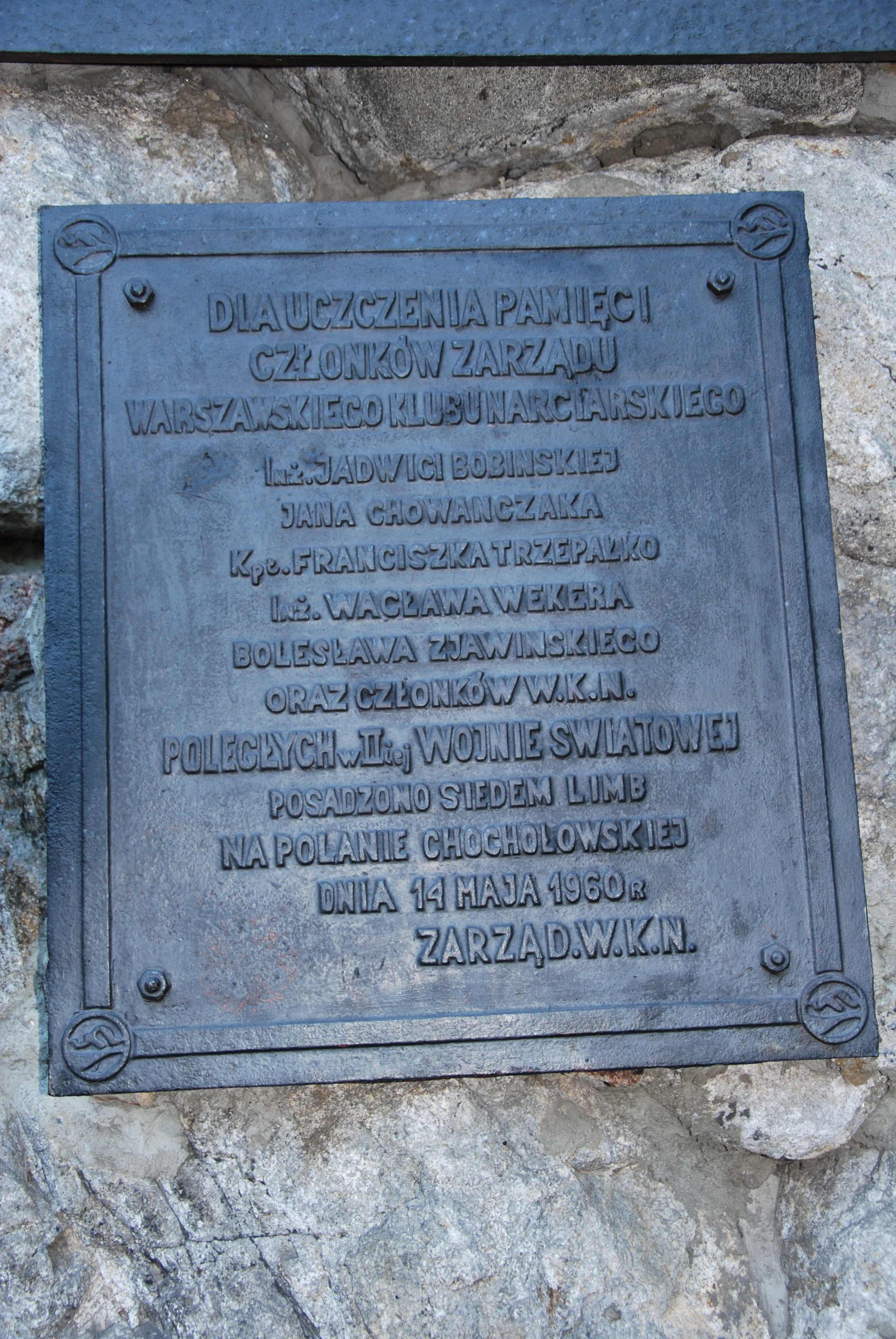
Tablica upamiętniająca działaczy Warszawskiego Klubu Narciarskiego, Schronisko Chochołowskie, 2011

Warszawski Klub Narciarski – jeden z najstarszych klubów narciarskich w Polsce.

## Historia
Warszawski Klub Narciarski (WKN) został zarejestrowany w 1923 roku (po wydzieleniu z Warszawskiego Towarzystwa Narciarskiego) jako pierwszy klub narciarski w nizinnej Polsce i dziewiąty w Polsce. W 1938 roku liczba członków Klubu przekroczyła 500, w tym kilkunastu instruktorów i sędziów narciarskich.
W latach 1939–1945 WKN zawiesił działalność a wielu jego członków działało w konspiracji. W pierwszym dziesięcioleciu PRL Klub po reaktywacji w 1945 roku, został zlikwidowany w lipcu 1950 roku i ponownie reaktywowany 20 grudnia 1956 roku.
Pod koniec pierwszego dziesięciolecia po wznowieniu działalności, do WKN-u należało już ponad 700 członków. W tym czasie wśród aktywnych członków Klubu byli m.in. Cezary Chlebowski i Jerzy Wilgat.

## WKN dziś
W latach 90. XX wieku Klub przechodził kłopoty finansowe, w wyniku których był zmuszony do zawieszenia działalności sportowej. W 2000 roku działalność klubu została reaktywowana, a jego siedziba została przeniesiona do budynku Całorocznego Stoku Narciarskiego „Szczęśliwice” (tzw. Górka Szczęśliwicka) przy ul. Drawskiej 22. W 2001 roku liczba członków przekraczała 200.
W 2004 roku zawodnicy WKN-u wygrali Zakopiańską Ligę Szkolną w klasyfikacji drużynowej, jako pierwszy klub z nizin.
W 2004 roku klub otrzymał status organizacji pożytku publicznego (OPP).
W 2019 roku wychowanek klubu, Andrzej Dziedzic, reprezentował Polskę na 29. Zimowej Uniwersjadzie w Krasnojarsku/Rosja, gdzie zajął 8 miejsce w slalomie gigancie.
W 2022 roku zawodniczka klubu, Zuzanna Czapska, reprezentowała Polskę na Igrzyskach Olimpiady Zimowej w Pekinie/Chiny w narciarstwie alpejskim.

## Prezesi
- Jan Woyniewicz (1924–1926)
- Aleksander Bobkowski (1927–1930)[1]
- Wacław Weker (1929[2] albo 1930[1]–1944, zginął w powstaniu warszawskim)
- Bolesław Zjawiński (1945–1947)
- Bolesław Myszkowski (1947–1950) (klub został rozwiązany w lipcu 1950 roku)
- Arkadiusz Kolanek (1949–1952) (kierownik „Nurtu”)

- Kazimierz Rapacki (1949–1953) (kierownik Sekcji Narciarskiej przy „ZKS Ogniwo – Warszawa”)
- Tadeusz Płoszajski (1953–1954) (j.w.)
- Jerzy Wilgat (1954–1955) (kierownik zrzeszenia sportowego „TKS Sparta – Warszawa” powstałego w wyniku fuzji „Ogniwa” ze „Spójnią”)
- Cezary Chlebowski (1955[1]–1959 i 1960–1962)[2], początkowo jako kierownik TKS Sparta, a od 20 grudnia 1956 roku jako prezes reaktywowanego WKN
- Jerzy Typrowicz (1959–1960)
- Lucjan Szwedowski (1962–1965)
- Karol Greniuch (1965)
- Janusz Godzik (1965–1992)
- Olimpiusz Olszewski (1993–1994)
- Bogdan Zalewski (1994–1995)
- Henryk Bratkowski (1995–1996)
- Bogdan Zalewski (1997–1998)
- Janusz Godzik (1999–2000)
- Paweł Müller (2000–2001)
- Stanisław Rymar (2001)

- Marcin Blauth (2001–2012)
- Michał Kubasiewicz (2012–2016)
- Marcin Blauth (2016–2019)
- Grzegorz Trautman (2019–2022)
- Marek Macyszyn (2022–obecnie)

## Najważniejsze inicjatywy
- nowoczesne schronisko na Polanie Chochołowskiej ze 180 łóżkami, wybudowane w latach 1930–1934 z inicjatywy WKN-u i dzięki finansowemu wsparciu członków Klubu oraz władz Warszawy i Zakopanego. Schronisko zostało spalone w 1944 r. przez Niemców, a po odbudowaniu w 1963 r. stało się własnością PTTK. WKN w 1991 r. odzyskał prawo własności schroniska, jednak w wyniku ugody z PTTK zamienił to prawo własności na prawo własności działki przy ul. Przewodników Tatrzańskich w Zakopanem, przy drodze do Kuźnic obok „Murowanicy”;
- w 1938 roku wybudowano schronisko w Rafajłowej na Huculszczyźnie;
- w latach 1955–1959, dzięki wysiłkom Cezarego Chlebowskiego wybudowano igelitową skocznię narciarską w Warszawie przy ul. Czernowieckiej 3, na Skarpie warszawskiej na Mokotowie. Skocznia ta działała do 1989 r., została rozebrana w grudniu 2010 r.